# Noiembrie 2020
Acest articol este generat integral pe baza informațiilor din articolul 2020 și este actualizat periodic de un robot.
 Editările făcute în articol vor fi șterse la următoarea actualizare! Dacă doriți să faceți modificări, editați articolul-sursă.

ianuarie -
februarie -
martie -
aprilie -
mai -
iunie -
iulie -
august -
septembrie -
octombrie -
noiembrie -
decembrie
Noiembrie 2020 a fost a unsprezecea lună a anului și a început într-o zi de duminică.

## Evenimente

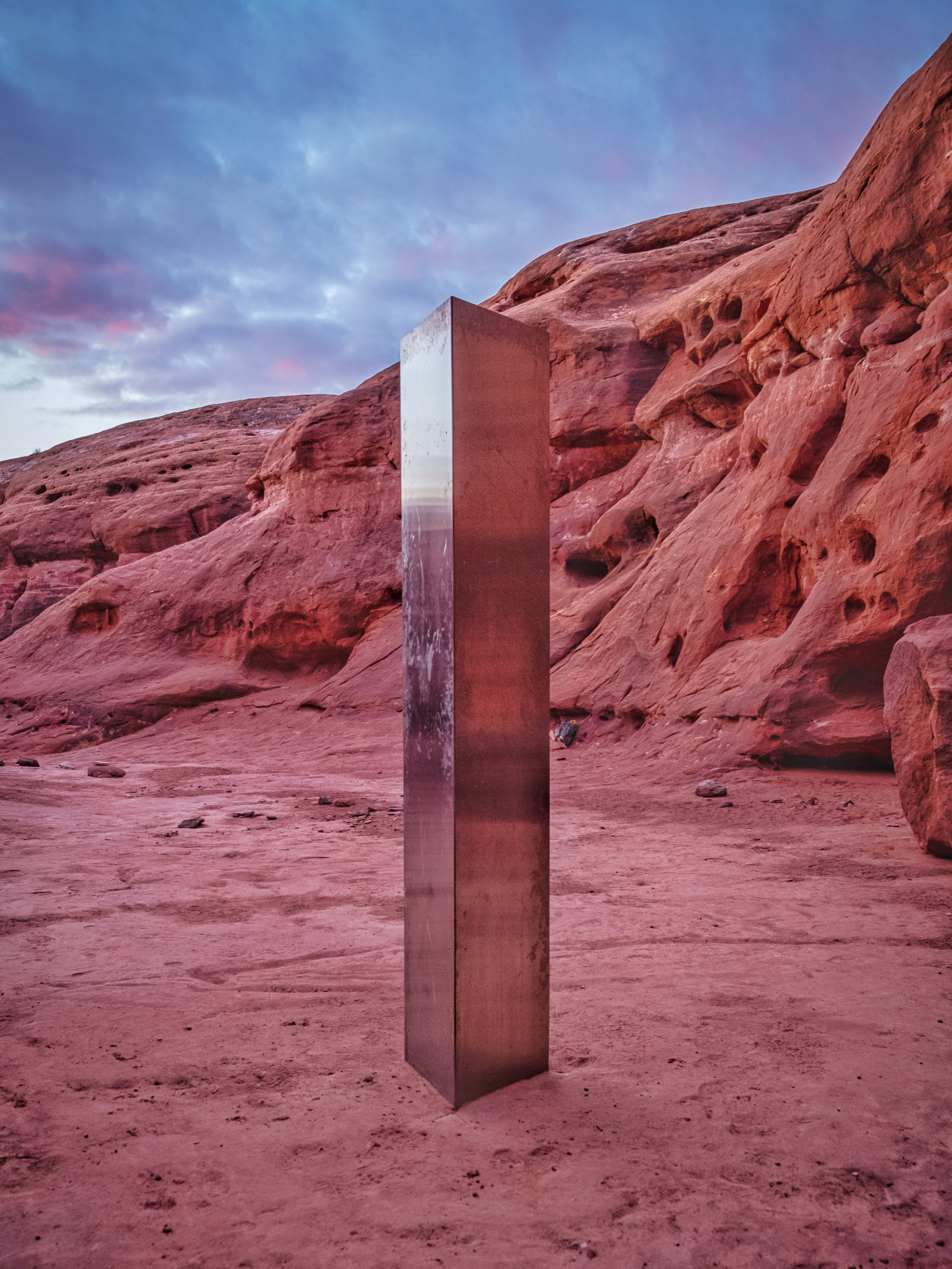
Monolitul din Utah

- 1 noiembrie: Alegeri prezidențiale în Republica Moldova. Sunt opt candidați înscriși, cei mai reprezentativi, Igor Dodon, actualul președinte și Maia Sandu, candidată a opoziției. Cei doi se vor confrunta în cel de-al doilea scrutin, pe 15 noiembrie, întrucât nici unul nu a atins scorul de 50%+1 din voturi.
- 3 noiembrie: Alegeri prezidențiale în Statele Unite. Joe Biden a câștigat alegerile prezidențiale, învingându-l pe Donald Trump, devenind astfel al 46-lea președinte ales al Statelor Unite ale Americii. Democrații păstrează majoritatea din Congresul SUA, iar majoritatea din Senat va fi decisă într-un al doilea tur de scrutin.
- 4 noiembrie: Statele Unite ale Americii ies  oficial din Acordul de la Paris privind schimbările climatice.
- Etiopia lansează ofensivă asupra Tigray în urma ciocnirilor din regiune.
- 8 noiembrie:   Pandemia COVID-19: Numărul cazurilor confirmate de COVID-19 depășește 50 de milioane la nivel mondial.
- 9 noiembrie:  Pandemia COVID-19: Companiile de medicamente Pfizer și BioNTech au anunțat primul studiu de succes a unui vaccin anti-COVID-19 , care este eficient în proporție de 90% conform rezultatelor intermediare.
- 10 noiembrie: Apple lansează primele computere Mac (un nou MacBook Air, Mac mini și MacBook Pro) alimentate de cipuri de siliciu Apple.

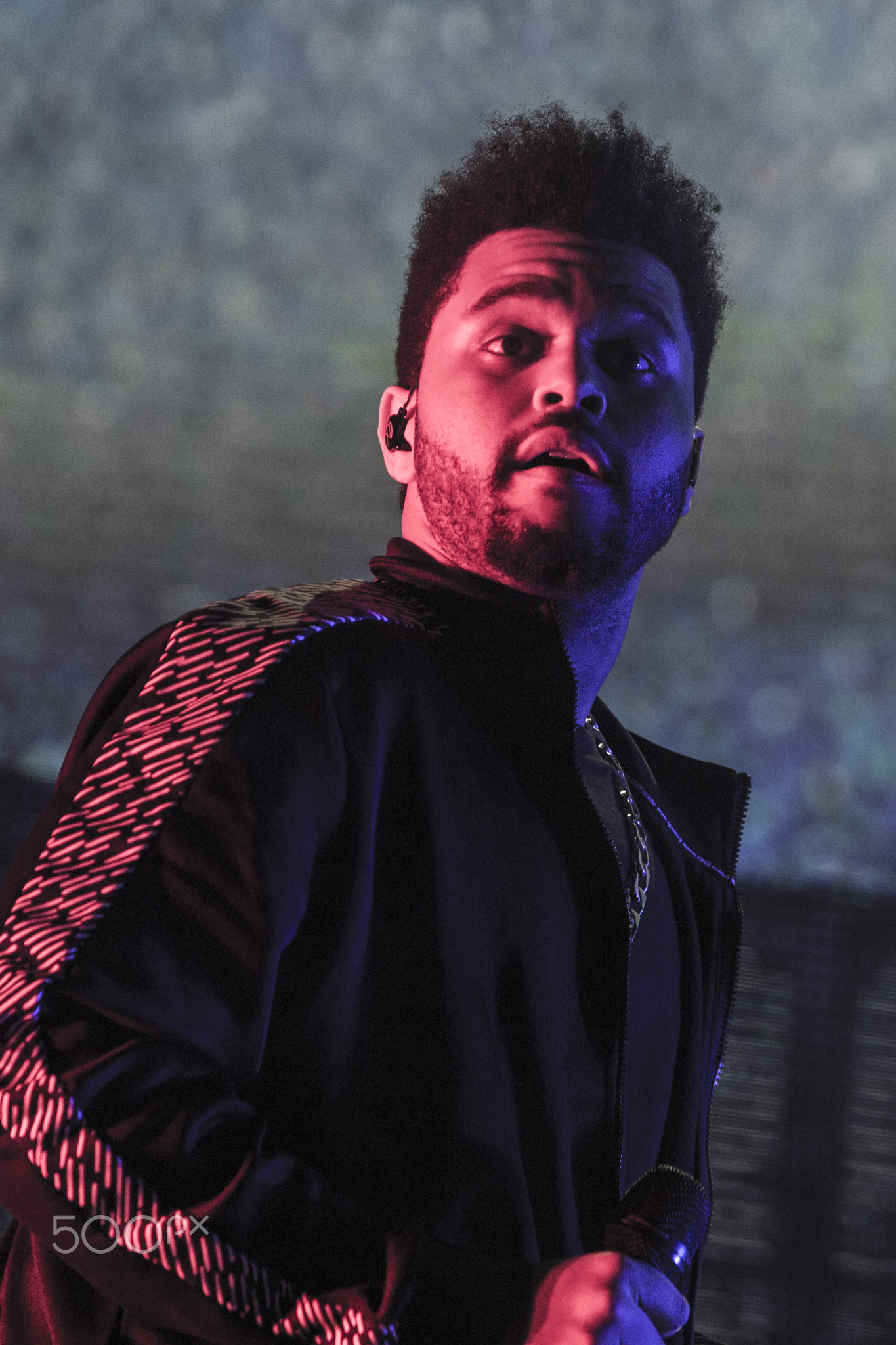
The Weeknd, cu cea mai populară melodie a anului 2020 - „Blinding Lights”

- 10 noiembrie: Sunt lansate consolele Xbox Series X și Series S de către Microsoft.
- 12 noiembrie: Este lansată consola PlayStation 5 de către Sony.
- [[12 noiembrie – Parlamentarii pro-democrație din Hong Kong demisionează în masă, ca răspuns la descalificarea a patru parlamentari făcută de guvern. [319]

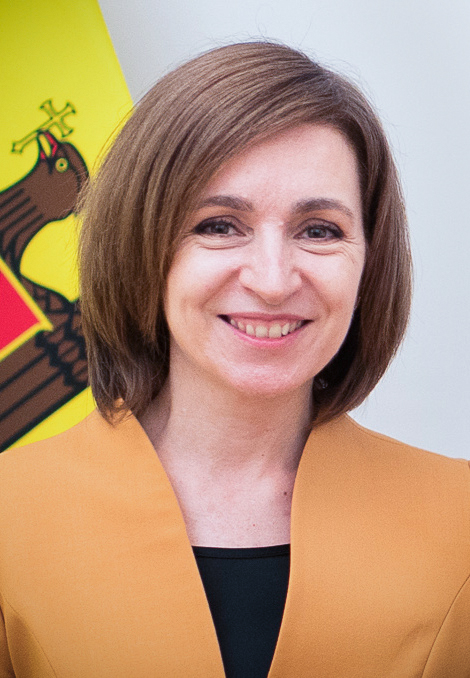
15 noiembrie: Maia Sandu a câștigat duminică alegerile prezidențiale din Republica Moldova, cu scorul de 57,75%, devenind prima femeie președinte din istoria țării.

- 14 noiembrie: 10 pacienți cu Covid-19 au murit, iar alți 4 au fost răniți, inclusiv doi medici, în urma unui incendiu provocat în secția ATI COVID-19 la Spitalul Județean din Piatra Neamț.[1]
- 14 noiembrie:  „Blinding Lights” de la The Weeknd este desemnată melodia populară numărul 1 din Billboard din 2020. [2]
- 15 noiembrie: Maia Sandu a câștigat duminică alegerile prezidențiale din Republica Moldova, cu scorul de 57,75%, devenind prima femeie președinte din istoria țării.
- Parteneriatul Economic Regional Cuprinzător (RCEP) este semnat de 15 țări din Asia-Pacific pentru a forma cel mai mare bloc de liber schimb din lume, care acoperă o treime din populația lumii.
- NASA și SpaceX lansează misiunea SpaceX Crew-1 de la Kennedy Space Center Launch Complex 39A la Stația Spațială Internațională, primul zbor operațional al capsulei Crew Dragon.
- 16 noiembrie:Pandemia COVID-19: Vaccinul Moderna COVID-19 s-a dovedit a fi eficient în proporție de 94,5% împotriva COVID-19, pe baza rezultatelor intermediare, inclusiv a bolilor severe. Vaccinul a fost citat ca fiind printre cele care sunt mai ușor de distribuit, deoarece nu este necesară depozitarea ultrafrig.
- 17 noiembrie:   Pandemia COVID-19: Numărul cazurilor confirmate de COVID-19 depășește 55 de milioane la nivel mondial, cu aproximativ un milion de cazuri înregistrate la fiecare două zile, în medie.
- 18 noiembrie: A fost descoperit un monolit în deșertul american Utah. De la descoperirea primului monolit din deșertul Utah, zeci de alte structuri metalice au continuat să apară în toate colțurile lumii, inclusiv în România.[3]
- 19 noiembrie: Raportul Brereton privind crimele de război din Australia în timpul războiului din Afganistan este lansat.
- 22 noiembrie: Statele Unite se retrag din Tratatul privind cerul deschis .
- 23 noiembrie: Pandemia COVID-19: vaccinul AZD1222 de la AstraZeneca , dezvoltat în colaborare cu Universitatea Oxford , s-a dovedit a fi 70% eficient în protejarea împotriva COVID-19. Eficacitatea poate fi crescută la 90% dacă o jumătate de doză inițială este urmată de o doză completă o lună mai târziu, pe baza datelor intermediare.
- 25 noiembrie: Pandemia COVID-19: Numărul cazurilor confirmate de COVID-19 depășește 60 de milioane în întreaga lume.
- 27 noiembrie: Cel mai important om de știință nuclear al Iranului, Mohsen Fakhrizadeh , este asasinat lângă Teheran.
- 28 noiembrie: Masacrul Koshobe : jihadiștii Boko Haram atacă o fermă din Jere , Nigeria , ucigând cel puțin 43 de persoane.
- 30 noiembrie: Pandemia COVID-19: Moderna depune o cerere de autorizare de utilizare de urgență a vaccinului în Statele Unite, după ce  a atins o eficacitate de 94,1% din studiile complete. De asemenea, intenționează să facă același lucru în UE.

## Decese
- 1 noiembrie: Keith Hitchins, 88 ani, istoric american, membru de onoare al Academiei Române (n. 1931)
- 2 noiembrie: Rajko Đurić, 73 ani, sociolog și scriitor rom din Serbia (n. 1947)
- 2 noiembrie: Gigi Proietti (Luigi Proietti), 80 ani, actor italian, actor vocal, comediant, regizor, muzician, cântăreț și prezentator TV (n. 1940)
- 4 noiembrie: Tom Metzger, 82 ani, supremacist american (n. 1938)
- 5 noiembrie: Géza Szőcs (Géza Ștefan Szőcs), 67 ani, poet maghiar din Transilvania (n. 1953)
- 5 noiembrie: Arcadie Ursul, 84 ani, filosof din R. Moldova (n. 1936)
- 6 noiembrie: Octavian Nemescu, 80 ani, compozitor și muzicolog român contemporan (n. 1940)
- 6 noiembrie: Ken Spears, 82 ani, scriitor, editor și producător de televiziune american (n. 1938)
- 6 noiembrie: Constantin Dan Vasiliu, 69 ani, senator român (1992-2000), (n. 1951)
- 6 noiembrie: King Von (n. Dayvon Daquan Bennett), 26 ani, rapper american (n. 1994)
- 6 noiembrie: Nathan Zach (n. Harry Seitelbach), 89 ani, poet israelian originar din Germania (n. 1930)
- 7 noiembrie: Vasile Gherasim, 70 ani, politician român (n. 1950)
- 7 noiembrie: Jonathan Sacks, 72 ani, rabin britanic (n. 1948)
- 9 noiembrie: Ion Bulei, 79 ani, istoric și profesor universitar român (n. 1941)
- 10 noiembrie: Vladimir Găitan, 73 ani, actor român de teatru și film (n. 1947)
- 12 noiembrie: Masatoshi Koshiba, 94 ani, fizician japonez, laureat al Premiului Nobel (2002), (n. 1926)
- 14 noiembrie: Armen Djigarhanean, 85 ani, actor rus de etnie armeană (n. 1935)
- 15 noiembrie: Mary Fowkes, 66 ani, medic și neuropatolog american (n. 1954)
- 15 noiembrie: Mircea Petrescu, 87 ani, inginer și profesor universitar român (n. 1933)
- 16 noiembrie: Yaakov Landau, 96 ani, orientalist israelian, specializat în civilizația arabă și turcă (n. 1924)
- 16 noiembrie: Hani Naser, 70 ani, muzician iordaniano- american (n. 1950)
- 16 noiembrie: Alexandru Oproiu, 89 ani, medic primar român, colaborator de televiziune, profesor de gastroenterologie (n. 1930)
- 17 noiembrie: Anjum Singh, 53 ani, artistă indiană (n. 1967)
- 18 noiembrie: László Benkő, 77 ani, cântăreț maghiar (Omega), (n. 1943)
- 18 noiembrie: Draga Olteanu-Matei, 87 ani, actriță română de film, teatru și TV (n. 1933)
- 19 noiembrie: Hayford Peirce, 78 ani, scriitor american de literatură SF, mister și thriller (n. 1942)
- 20 noiembrie: István Angi, 87 ani, muzicolog, scriitor, estetician și filozof maghiar din România (n. 1933)
- 20 noiembrie: Patriarhul Irineu (n. Miroslav Gavrilović), 90 ani, preot ortodox sârb, al 45-lea patriarh al Bisericii Ortodoxe Sârbe (n. 1930)
- 20 noiembrie: Judith Jarvis Thomson, 91 ani, filosoafă americană (n. 1929)
- 21 noiembrie: Tamás Mihály, 73 ani, cântăreț și basist maghiar (Omega), (n. 1947)
- 21 noiembrie: Constantin Rodas (aka Tache), 96 ani, supraviețuitor al "Experimentului Pitești" (închisoarea Pitești), (n. 1924)
- 21 noiembrie: Chester Yorton, 80 ani, culturist american (n. 1940)
- 22 noiembrie: Elena Hrenova, 70 ani, politiciană din R. Moldova (n. 1950)
- 22 noiembrie: Ferdinand Kinsky, 86 ani, politolog german (n. 1934)
- 24 noiembrie: Voicu Vlad Grecu, 85 ani, fizician român (n. 1935)
- 25 noiembrie: Diego Maradona (Diego Armando Maradona), 60 ani, fotbalist și antrenor argentinian (n. 1960)
- 25 noiembrie: Flor Silvestre (Guillermina Jiménez Chabolla), 90 ani, cântăreață și actriță mexicană (n. 1930)
- 26 noiembrie: Nicolae Felecan, 79 ani, lingvist, clasicist și profesor universitar român (n. 1941)
- 26 noiembrie: Ede Terényi, 85 ani, compozitor român de etnie maghiară (n. 1935)
- 28 noiembrie: David Prowse (David Charles Prowse), 85 ani, culturist, halterofil și actor englez (n. 1935)
- 29 noiembrie: Ben Bova (Benjamin William Bova), 88 ani, autor și editor american de literatură SF (n. 1932)
- 29 noiembrie: Viorel Turcu, 60 ani, fotbalist român (n. 1960)